# بلقشة محرشفة الجوانب
بلقشة حرشفية الجوانب (الاسم العلمي: Mergus squamatus)، هو نوع من الطيور يتبع جنس البلقشة ضمن فصيلة البطية من رتبة الأوزيات. تستوطن هذه البطة شرق آسيا في شمالها في المناخ المعتدل وفي الجنوب شتاءً.